# Tivives
Tivives es un poblado portuario y ensenada ubicada en el distrito de Caldera, Cantón de Esparza, provincia de Puntarenas, en la costa del Océano Pacífico de Costa Rica,  5 kilómetros al sur del puerto de Caldera.
La ensenada está bordeada por la punta Tivives; además, hay un pequeño islote y dos arrecifes sumergidos alrededor de media milla al noroeste de dicha punta. El entorno está incluido dentro de  la Zona protectora Tivives.
El puerto es alto, dotado de buenas aguas y presenta condiciones de estabilidad frente a las invasiones del mar.

## Historia
En Tivives estuvo la Villa de los Reyes, fundada en 1561 por el alcalde mayor de Nuevo Cartago y Costa Rica Juan de Cavallón y Arboleda. Éste dio al puerto el nombre de Landecho, que hasta el siglo XIX conservó la región aledaña. 
Las favorables condiciones portuarias de Tivives llevaron a que, a inicios del siglo xx, se considerara como posible ubicación para el puerto terminal del ferrocarril al Pacífico. Sin embargo, la decisión final fue establecer dicho puerto en la ciudad de Puntarenas. En la actualidad, Tivives alberga un pequeño caserío.
- Datos: Q111358216

1. ↑  «Código Postal». Correos de Costa Rica. Consultado el 6 de setiembre de 2020.